# Это мы (6-й сезон)
Шестой и финальный сезон американского телесериала «Это мы», премьера сезона состоялась на американском телеканале NBC 4 января 2022 года, заключительная серия сериала вышла 24 мая 2022 года. Сезон включает в себя выход сотой серии сериала.

## Сюжет
18 миллионов ныне живущих в мире людей одновременно отмечают собственный день рождения. Но одинаковая праздничная дата - не единственное обстоятельство, объединяющее их при всей своей непохожести...

## В ролях

### Основной состав
- Майло Вентимилья — Джек Пирсон
- Мэнди Мур — Ребекка Пирсон
- Стерлинг К. Браун — Рэндалл Пирсон.
- Найлз Фитч — подросток Рэндалл Пирсон.
- Лони Чавис — юноша Рэндалл Пирсон.
- Крисси Метц — Кейт Пирсон.
- Ханна Зейле — подросток Кейт Пирсон.
- Маккензи Хэнсичак — девушка Кейт Пирсон.
- Джастин Хартли — Кевин Пирсон.
- Логан Шройер — подросток Кевин Пирсон.
- Паркер Бейтс — юноша Кевин Пирсон.
- Сьюзан Келечи Уотсон — Бет Пирсон, жена Рэндалла.
- Крис Салливан — Тоби Деймон, муж Кейт.
- Эрис Бэйкер — Тесс Пирсон, старшая дочь Рэндалла и Бет Пирсон.
- Фэйти Херман — Энни Пирсон, младшая дочь Рэндалла и Бет Пирсон.
- Лирик Росс — Дежа, приемная дочь Рэндалла и Бет Пирсон.
- Джон Уэртас — Мигель Ривас.
- Асанте Блэкк — Малик
- Гриффин Данн — Николас Пирсон

## Эпизоды
| № общий                                           | № в сезоне | Название                                                                       | Режиссёр         | Автор сценария                              | Дата премьеры   | Произв. код | Зрители в США (млн) |
| ------------------------------------------------- | ---------- | ------------------------------------------------------------------------------ | ---------------- | ------------------------------------------- | --------------- | ----------- | ------------------- |
| 89                                                | 1          | «Претендент» «The Challenger»                                                  | Кен Олин         | Дэн Фогельман                               | 4 января 2022   | 6AZC01      | 5.46                |
| Большая тройка празднует свой 41-й день рождения. |            |                                                                                |                  |                                             |                 |             |                     |
| 90                                                | 2          | «Один гигантский прыжок» «One Giant Leap»                                      | Кэй Ойегун       | Кевин Фоллс                                 | 11 января 2022  | 6AZC02      | 5.01                |
| 91                                                | 3          | «Четыре отца» «Four Fathers»                                                   | Джон Уэртас      | Кэйси Джонсон & Дэвид Э. Виндзор            | 18 января 2022  | 6AZC03      | 4.91                |
| 92                                                | 4          | «Не позволяй мне задерживать тебя» «Don't Let Me Keep You»                     | Джессика Ю       | Элан Мэстай                                 | 25 января 2022  | 6AZC04      | 4.76                |
| 93                                                | 5          | «Сердце и душа» «Heart and Soul»                                               | Крис Салливан    | Джулия Браунелл                             | 1 февраля 2022  | 6AZC05      | 4.54                |
| 94                                                | 6          | «Наша маленькая островитянка: Часть вторая» «Our Little Island Girl: Part Two» | Кевин Хукс       | Эбони Фриман & Сьюзан Келечи Уотсон         | 22 февраля 2022 | 6AZC06      | 4.39                |
| 95                                                | 7          | «Табу» «Taboo»                                                                 | Гленн Стилман    | Лора Кенар                                  | 8 марта 2022    | 6AZC07      | 4.24                |
| 96                                                | 8          | «Человек-гитара» «The Guitar Man»                                              | Майло Вентимилья | Джейк Шнезель & Кевин Фоллс                 | 15 марта 2022   | 6AZC08      | 4.18                |
| 97                                                | 9          | «Холм» «The Hill»                                                              | Мэнди Мур        | Дэвид Уиндсор & Кейси Джонсон & Крисси Метц | 22 марта 2022   | 6AZC09      | 4.45                |
| 98                                                | 10         | «Каждая твоя версия» «Every Version Of You»                                    | Джастин Хартли   | Кэй Ойегун                                  | 29 марта 2022   | 6AZC10      | 4.21                |
| 99                                                | 11         | «Суббота в парке» «Saturday in the Park»                                       | Крис Кох         | К.Й. Стейнберг                              | 5 апреля 2022   | 6AZC11      | 4.74                |
| 100                                               | 12         | «Катоби» «Katoby»                                                              | Кен Олин         | Элизабет Бергер & Исаак Аптакер             | 12 апреля 2022  | 6AZC12      | 4.56                |
| 101                                               | 13         | «День свадьбы» «Day of the Wedding»                                            | Джеймс Таката    | Джон Дорси                                  | 19 апреля 2022  | 6AZC13      | 5.09                |
| 102                                               | 14         | «Ночь перед свадьбой» «The Night Before the Wedding»                           | Ясу Танида       | Даниэль Бауман                              | 26 апреля 2022  | 6AZC14      | 4.93                |
| 103                                               | 15         | «Мигель» «Miguel»                                                              | Зетна Фуэнтес    | Джонни Гомес                                | 3 мая 2022      | 6AZC15      | 4.67                |
| 104                                               | 16         | «Семейная встреча» «Family Meeting»                                            | Крис Кох         | Элизабет Бергер & Исаак Аптакер             | 10 мая 2022     | 6AZC16      | 4.80                |
| 105                                               | 17         | «Поезд» «The Train»                                                            | Кен Олин         | Дэн Фогельман                               | 17 мая 2022     | 6AZC17      | 5.32                |
| 106                                               | 18         | «Мы» «Us»                                                                      | Кен Олин         | Дэн Фогельман                               | 24 мая 2022     | 6AZC18      | 6.37                |

## Производство

### Разработка
12 мая 2019 года канал NBC продлил сериал на шестой сезон. 12 мая 2021 года телеканал NBC объявил, что шестой сезон сериала станет финальным.